# Província de Sughd
La província de Sughd (tadjik Суғд) és una divisió administrativa del Tadjikistan (en tadjik вилоятҳо viloyatho) centrada a la històrica Sogdiana al nord-oest del país. La superfície és de 25.400 km² i la població estimada el 2008 de 2.132.100 habitants; el 1989 la població era d'1.558.000 i el 2000 d'1.870.000 habitants. La creua el riu Sirdarià i queda separada de la resta del país per l'anomenat Cadena de Zarafshan (els passos es tanquen generalment a l'hivern); la part sud és la vall del riu Zarafshan. La població té gairebé un terç de la total del país i de la terra cultivable i produeix dos terços del producte interior brut. La capital és Khujand, que fins al 1991 es va dir Leninabad i després (1991-2000) Leninobod, i Soghd o Sughd (2000-2004). La província portava el nom de la capital, però el 2004 quan la capital va recuperar el seu nom tradicional de Khujand, la província va conservar el de Sughd. A la província es va crear el 2008 una zona econòmica al sud de la capital amb incentius fiscals per a grans inversions, coneguda com a Sughd Free Economic Zone.

## Ciutats
La capital és Khujand (antiga Leninabad), amb 155.900 habitants estimats el 2008. Altres ciutats destacades són:
- Chkalovsk (25.700 hab.)
- Ghafurov (15.700 hab.)
- Isfara (40.600 hab.)
- Istaravshan (Urateppa) (60.200 hab.)
- Konibodom (Kanibadam) (47.100 hab.)
- Panjakent (35.900 hab.)

## Districtes
La província es subdivideix en 14 districts (tadjik ноҳия, nohiya, en rus район, raion).

### Districtes septentrionals
1. Asht
2. Ghafurov
3. Ghonchi
4. Zafarobod
5. Istaravshan (Ura-Tyube)
6. Isfara
7. Konibodom
8. Mastchoh
9. Spitamen
10. Jabbor Rasulov
11. Shahriston

### Districtes meridionals
1. Ayni
2. Kuhistoni Mastchoh
3. Panjakent